# Báo cáo lưu chuyển tiền tệ
Báo cáo lưu chuyển tiền tệ hay báo cáo dòng tiền mặt là một loại báo cáo tài chính thể hiện dòng tiền ra và dòng tiền vào của một tổ chức trong một khoảng thời gian nhất định (tháng, quý hay năm tài chính).
Báo cáo này là một công cụ giúp nhà quản lý tổ chức kiểm soát dòng tiền của tổ chức. Bảng báo cáo dòng tiền mặt thông thường gồm có:
Dòng tiền vào:
- Các khoản thanh toán của khách hàng cho việc mua sắm hàng hóa, dịch vụ
- Lãi tiền gửi từ ngân hàng
- Lãi tiết kiệm và lợi tức đầu tư
- Đầu tư của cổ đông

Dòng tiền ra
- Chi mua cổ phiếu, nguyên nhiên vật liệu thô,hàng hóa để kinh doanh hoặc các công cụ
- Chi trả lương, tiền thuê và các chi phí hoạt động hàng ngày
- Chi mua tài sản cố định – máy tính cá nhân, máy móc, thiết bị văn phòng,…
- Chi trả lợi tức
- Chi trả thuế thu nhập, thuế doanh nghiệp, thuế giá trị gia tăng và các thuế và phí khác